# شركة شبكة نقل الكهرباء في الهند
شركة شبكة نقل الكهرباء في الهند المحدودة هي شركة قطاع عام مركزي هندية تحت ملكية وزارة الطاقة ، حكومة الهند . تعمل بشكل رئيسي في نقل الطاقة السائبة عبر ولايات مختلفة من الهند. يقع مقرها الرئيسي في جورجاون . تنقل شبكة الطاقة حوالي 50٪ من إجمالي الطاقة المولدة في الهند على شبكة النقل الخاصة بها.

## ملحوظات
1. ↑  مُعرِّف قاعدة بيانات البحث العالمية (GRID): grid.464997.1.
2. ↑  Singh، Sarita. "Power companies feel divestment may increase cost of borrowings". The Economic Times. مؤرشف من الأصل في 2023-04-27. اطلع عليه بتاريخ 2022-07-05.
3. ↑  "Kandikuppa Sreekant becomes Power Grid CMD". thehindubusinessline. مؤرشف من الأصل في 2023-04-27. اطلع عليه بتاريخ 2021-05-29.
4. 1 2 3  "Audited Annual Financial Results of the Company for the Financial Year 2022–23" (PDF). Power Grid Corporation of India. 19 مايو 2023. مؤرشف من الأصل (PDF) في 2023-05-20. اطلع عليه بتاريخ 2023-05-19.

## روابط خارجية
- الموقع الرسمي
- خرائط الشبكة للمنطقة الجنوبية نسخة محفوظة 31 يوليو 2021 على موقع واي باك مشين.